# Wollschläger Gruppe
Die Wollschläger-Gruppe war ein Handels-, Technik- und Dienstleistungsunternehmen und Systemanbieter in der Materialwirtschaft. Die Unternehmensgruppe war weltweit agierend und vornehmlich im Großhandel mit Produkten aus der Metallbe- und Metallverarbeitung tätig. Der Geschäftsbetrieb wurde zum 30. September 2016 eingestellt.

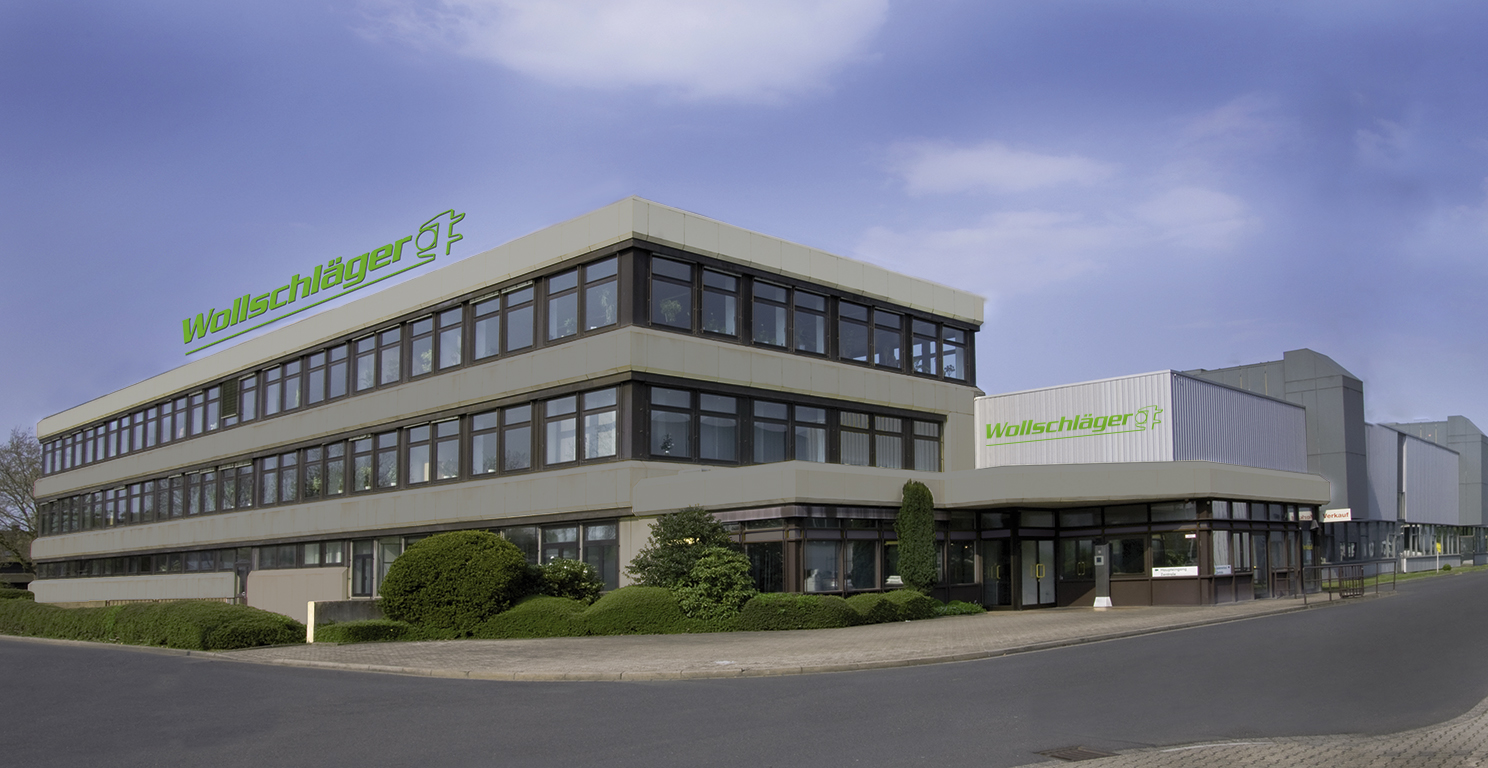
Hauptsitz in Bochum

## Geschichte
1937 gründete Heinz Wollschläger die Erstniederlassung in Danzig. Als Gründer und einziger Mitarbeiter bot er ein Sortiment klassischer Eisenwaren an. Die damalige Idee war gut, denn 1946 gründete Heinz Wollschläger die Firma Wollschläger in Herne. Die Gründung der ersten Wollschläger Niederlassung in Bochum (heutiger Hauptsitz) fand 1959 statt. Frank Wollschläger, Sohn des Firmengründers Heinz Wollschläger, übernahm 1975 den 25 Mitarbeiter starken väterlichen Betrieb. Kurz darauf übernahm er die Firma Franz Aretz Schweißtechnik in Krefeld und Köln und leitete einen Umzug der Unternehmenssparte Schweißtechnik in ein größeres Gebäude in die Harpener Heide in Bochum ein. Drei Jahre später öffnete das Bochumer Universal Schleifzentrum. Außerdem erweiterte sich die Wollschläger-Gruppe in den Jahren 1990–1995 um die Niederlassungen in Krefeld, Köln und Mülheim-Kärlich. In der Zeit von 1996 bis 1999 gründete Frank Wollschläger die Projektabteilung für Auslandsgeschäfte und die Niederlassung Herbrechtingen. Des Weiteren erfolgte die Übernahme der Firma Dalhoff in Essen und Frank Wollschläger führte die Kompetenzbündelung aller Unternehmensteile am heutigen Standort in Bochum ein. Die Übernahme der Firma Bickenbach in Siegburg und die Gründung der Niederlassung Hannover sowie Unternehmenssparte Maschinentechnik folgten in den Jahren 2000–2002. Außerdem entstand 2001 durch Teilfusion mit der Firma Camille Gergen & Co. KG, die Wollschläger Gergen GmbH & Co. KG mit Sitz in Dillingen und einer Niederlassung in Koblenz. 2003 wurden die Unternehmenssparten Gerätevermietung und Industrieservice gegründet, zudem erfolgte die Zusammenlegung und der Umzug der Niederlassungen Köln und Siegburg nach Troisdorf. 2004 bis 2005 erfolgte die Integration und Umfirmierung von Siemer-Wollschläger in Hamburg und es kam zur Übernahme von Hoffmann & Schlage in München. Die Erweiterung des Zentrallagers in Bochum und des Schleifzentrums folgten 2006. Im Jahr 2009 eröffnete das neue Schleifzentrum in der Josef-Baumann-Straße in Bochum. Außerdem erfolge im Jahre 2009 die Einführung von SAP (ERP, EWM, PI und BI). Start der Bau- und Sanierungsmaßnahmen der zukünftigen Zentrale „Carolinenglückstraße“ in Bochum, die Gründung der WSG mit Hauptsitz in Mülheim an der Ruhr und der Niederlassung in Gummersbach erfolgten in der Zeit von 2009 bis 2010. Außerdem wurden in dieser Zeit die Niederlassungen in Mannheim, China, Panama und Schweden gegründet. Im Jahr 2012 eröffnete die neue Niederlassung Wollschläger Austria in Breitenbach am Inn in Österreich. 2013 hat man mit der Konzeptionierung und Umsetzung eines Rechenzentrums am Standort „Carolinenglück“ in Bochum begonnen, um den Umzug der neuen Zentrallogistik und Hauptverwaltung zu gewährleisten. Unter dem Dach des Dienstleistungs-Centers vereint das Unternehmen seit Januar 2014 seine Geschäftsbereiche Schweißtechnik, Mietservice und Schleiftechnik. Darüber hinaus werden die Zentral- und Schweißtechnische-Werkstatt (Bochum und Krefeld) ebenfalls an dem neuen Verwaltungs- und Logistik-Standort in der Carolinenglückstraße zusammengeführt. Die Wollschläger Gergen GmbH & Co. KG wurde Ende 2013 in die Wollschläger GmbH & Co. KG integriert und ist als eigenständige Gesellschaft nicht mehr existent. Außerdem hat Wollschläger einen neuen Partner für den Werkzeugvertrieb in Spanien, Portugal und Nordafrika: Mit der Arsam Group aus Barcelona, einem Anbieter von Zerspanungswerkzeugen, tritt Wollschläger in diese Märkte ein. Ende 2014 plant Wollschläger den Umzug seines Logistikzentrums in die neuen Räumlichkeiten an der Carolinenglückstraße. Am 1. August 2016 musste das Unternehmen Insolvenzantrag stellen. Das zuständige Amtsgericht in Bochum hat Rechtsanwalt Dirk Andres zum vorläufigen Insolvenzverwalter bestellt. Die geplante Übernahme durch einen dänischen Investor im Oktober 2016 wurde kurz vor Vertragsschluss abgesagt und allen Mitarbeitern gekündigt. Der Geschäftsbetrieb wurde zum 30. September 2016 eingestellt.

## Unternehmensdaten
Die Wollschläger-Gruppe war ein Handels-, Technik- & Dienstleistungsunternehmen und Systemanbieter in der Materialwirtschaft. Sie beschäftigte mehr als 420 Mitarbeiter in 15 bundesweiten Niederlassungen. Zur Wollschläger-Gruppe gehört neben der Wollschläger GmbH & Co. KG die Hommel-Gruppe, eine Vertriebs-, Beratungs- und Servicegesellschaft für CNC-Werkzeugmaschine, die wirtschaftlich unabhängig und völlig autark im Markt agiert. Im Geschäftsjahr 2014 wurde ein Umsatz von rund 300 Millionen Euro erwirtschaftet. Die Firma Wollschläger GmbH & Co. KG in Bochum ist ein international handelndes Familienunternehmen. Etwa 85.000 Präzisionswerkzeugen und C-Teilen sowie rund 15.000 Leistungsmarken gehören zum Produktspektrum. Daneben bietet Wollschläger Maßnahmen zur Kostensenkung, e-Procurement und Optimierung von Bestellprozessen an.

## Unternehmensstruktur
Die Wollschläger-Gruppe hatte neben dem Hauptsitz in Bochum insgesamt 15 bundesweite Niederlassungen und 27 internationale Niederlassungen. Weitere Tochterunternehmen und europaweite Katalogpartnerschaften existieren. Der Werkzeug-Katalog der Wollschläger-Gruppe erscheint jährlich in den Sprachen Deutsch und Englisch. Außerdem stehen vier weitere Kataloge der Sparten: Betriebseinrichtung, Arbeitsschutz, Schweißen & Schneiden und Gerätevermietung zur Verfügung. Alle Kataloge sind als App für das iPad und als Blätterkatalog im Web erhältlich.
Gesellschaften der Wollschläger-Gruppe:
- Wollschläger GmbH & Co. KG

## Dienstleistungen
- eBusiness (eProcurement, Online-Shop, eKataloge)
- Fachberatung
- Gerätevermietung[21]
- Kalibrierung
- Projektmanagement
- Tool-Management
- C-Teile Management[22]
- Reparaturservice
- Schleifservice[23] (Sonderwerkzeuge, Beschichten, Reparatur)
- Sonderwerkzeugbau
- Textilbeschriftung

## Marken
- Wodex (Zerspanungs- und Spanntechnik)[24]
- Primat (Präzisionswerkzeuge und Betriebseinrichtung)
- Artec (Schweißtechnik- und Arbeitsschutzprodukte)
- Bickenbach (Werkzeugmaschinen konventionell gesteuert)

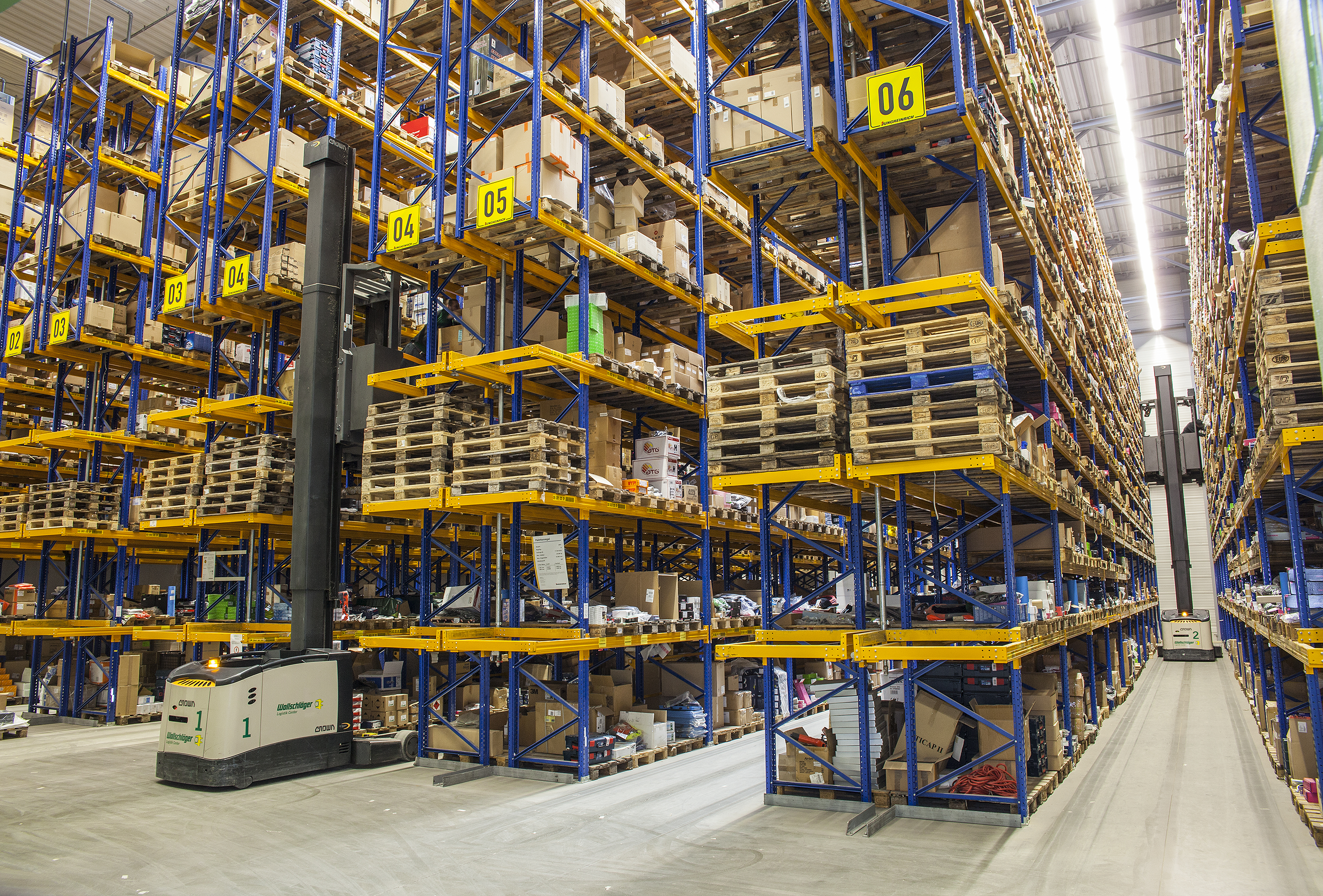
Hochregallager in Bochum

## Logistik
Das Wollschläger-Logistikzentrum lag in Bochum. In dem Hochregallager waren etwa 100 Personen beschäftigt. Mehr als 3.000 Sendungen verließen täglich die 30.000 m² große Logistikhalle. Insgesamt befanden sich über 700.000 Artikel im SAP-System, wovon mehr als 70.000 Artikel lagerhaltig verfügbar waren.